# Melaleuca hemisticta
Melaleuca hemisticta är en myrtenväxtart som beskrevs av Stanley Thatcher Blake och Lyndley Alan Craven. Melaleuca hemisticta ingår i släktet Melaleuca och familjen myrtenväxter. Inga underarter finns listade i Catalogue of Life.